# Reseda gredensis
Reseda gredensis é uma espécie de planta com flor pertencente à família Resedaceae. Trata-se de uma espécie caméfita cujos habitats preferenciais são terrenos incultos e áreas ruderais, dando-se a sua floração entre Junho a Setembro.
A espécie foi descrita por Johannes Müller Argoviensis e publicada em Prodr. [A. P. de Candolle] 16(2.2): 582. 1868; Cutanda. Apend. Fl. Matrit. 743.
O número cromossómico na fase esporofítica é 28.
Não se encontra protegida por legislação portuguesa ou da Comunidade Europeia.

## Descrição
Trata-se de uma planta perene, com múltiplos caules que podem atingir um tamanho de 25 cm de altura. As folhas são fasciculadas e lineares. Possui uma inflorescência densa em forma de racemo que pode atingir 1 cm de largura, com brácteas de até 2 cm de for,aro oval. Os pedicélios florais podem atingir 1,5 mm, sendo que os frutíferos são de maiores dimensões, chegando a ter 3 mm. As sépalas têm até 2 mm e as pétalas até 5 mm, estas últimas esbranquiçadas, que se tornam de cor amareladas com o passar do tempo, ao dessecarem. Possuem de 9 a 12 estames, mais curtas que as pétalas. As anteras têm cerca de 0,8 mm e são de cor amarela. O fruto é uma cápsula com 4 mm possuindo 4-5 dentes de até 1,5 mm. As sementes são lisas, têm forma de rim e atingem um tamanho de 0,8 mm.

## Distribuição
Pode ser encontrada na região centro-oeste da Península Ibérica. Esta espécie ocorre em Portugal, apenas no continente, de onde é autóctone. Em Espanha é característica da flora da Serra de Gredos.

## Sinonímia
Segundo o The Plant List, esta espécie tem os seguintes sinónimos:
- Reseda glauca subsp. gredensis
- Reseda virgata var. gredensis

A Flora Digital de Portugal aponta a seguinte sinonímia:
- Reseda virgata var. gredensis